# New World Center
Il New World Center è una sala da concerto situato a South Beach a Miami Beach, in Florida.
Progettata da Frank Gehry, ospita la sede della New World Symphony ed ha una capacità di 756 posti. È stato aperto a gennaio 2011.
Situato a un isolato a nord di Lincoln Road nel tratto di South Beach a Miami Beach, l'edificio dispone anche di un parco pubblico di 2,5 acri, progettato dalla West 8 (dopo che Gehry ha abbandonato successivamente il progetto causa una riduzione del budget).